# Liste der Kulturdenkmale in Zittau Zentrum (K–Z)
In der Liste der Kulturdenkmale in Zittau Zentrum (K–Z) sind die Kulturdenkmale des Zittauer Zentrums verzeichnet, die bis April 2019 vom Landesamt für Denkmalpflege Sachsen erfasst wurden (ohne archäologische Kulturdenkmale) und deren Straßenname mit den entsprechenden Anfangsbuchstaben beginnt. Die Anmerkungen sind zu beachten.

## Liste der Kulturdenkmale in Zittau (Kernstadt)
| Bild                                    | Bezeichnung | Lage                                                               | Datierung | Beschreibung | ID       |
| --------------------------------------- | --- | ------------------------------------------------------------------ | --- | --- | -------- |
| Direkt Bild zu diesem Denkmal hochladen | Kellergewölbe (Wohnhaus darüber ein Neubau) | Kirchstraße 1 (Karte)                                              | 18. Jahrhundert | Stadtbaugeschichtlich von Bedeutung, das ursprünglich als Denkmal ausgewiesene Wohnhaus (nur Portal und Tür original erhalten im Neubau) wurde 1999 ohne Genehmigung abgebrochen | 09270578 |
| Direkt Bild zu diesem Denkmal hochladen | Wohnhaus in geschlossener (ehemals halboffener) Bebauung | Kirchstraße 2 (Karte)                                              | 18. Jahrhundert | Baugeschichtlich und städtebaulich von Bedeutung, schlichte klassizistisch wirkende Fassade | 09270169 |
|                                         | Wohnhaus mit Ladeneinbau in geschlossener Bebauung | Kirchstraße 5 (Karte)                                              | Ende 19. Jahrhundert | Baugeschichtlich und städtebaulich von Bedeutung, gründerzeitliche Fassade | 09270501 |
| Direkt Bild zu diesem Denkmal hochladen | Portal (als Rest des Vorgängerbaus) | Kirchstraße 7 (Karte)                                              | Vermutlich um 1800 | Künstlerisch und städtebaulich von Bedeutung, straßenbildprägendes barockes Portal, der Vorgängerbau auf dem Grundstück war ursprünglich das „Väterhaus“ der Cölestiner, 1699 umgebaut zum Waisenhaus, später als Zuchthaus genutzt, ab 1839 Kaserne, 1906 abgebrannt | 09270503 |
|                                         | Wohnhaus in (ehemals) geschlossener Bebauung (Exnersches Haus) | Kirchstraße 13 (Karte)                                             | Um 1800 | Baugeschichtlich, städtebaulich und ortsgeschichtlich von Bedeutung, einfaches klassizistisches Gebäude, mit Dr.-Curt-Heinke-Museum | 09270502 |
|                                         | Wohnhaus (Hauptsches Haus) | Klosterplatz 1 (Karte)                                             | 18. Jahrhundert | Baugeschichtlich, ortsgeschichtlich, städtebaulich und platzbildprägend von Bedeutung, stattlicher barocker Bau mit Mansarddach und Dreiecksgiebel, schönes Portal | 09270348 |
| Weitere Bilder                          | Franziskanerkloster (Sachgesamtheit) | Klosterplatz 3, 5 (Karte)                                          | 13./14. Jahrhundert | Sachgesamtheit Franziskanerkloster, bestehend aus folgenden Einzeldenkmalen: Westflügel (Heffterbau, Klosterplatz 3), siehe auch 09270346; Ostflügel (Städtische Museen Zittau, Klosterstraße 3), dazugehörend der Klosterhof mit zahlreichen prächtigen Gruftbauten (09270345); der Kunstschmiedebrunnen am Ostflügel (Grüner Born, bei Klosterstraße 3), siehe auch 09270344 sowie die Petri-Pauli-Klosterkirche (09270347); baugeschichtlich, künstlerisch, kunstgeschichtlich, städtebaulich und ortsbildprägend sowie kirchengeschichtlich und ortshistorisch von Bedeutung, gotischer Kirchenbau, barocke Grufthäuser | 09299892 |
|                                         | Heffterbau (Einzeldenkmale zu ID-Nr. 09299892) | Klosterplatz 3 (Karte)                                             | 1658–1662 | Einzeldenkmal der Sachgesamtheit Franziskanerkloster; baugeschichtlich, ortshistorisch, kunstgeschichtlich und künstlerisch von Bedeutung, ein Spätrenaissancebau mit prächtigem Volutengiebel, Anklänge an den frühbarocken Stil | 09270346 |
| Weitere Bilder                          | Petri-Pauli-Klosterkirche des ehemaligen Franziskanerklosters und westlich von ihr ein prächtiges Rundbogenportal (zum Haus Klosterplatz 1), Einzeldenkmale zu ID-Nr. 09299892                                                            | Klosterplatz 5 (Karte)                                             | 13. Jahrhundert (Klosterkirche); um 1710 (Portal)                                                                                        | Einzeldenkmal der Sachgesamtheit Franziskanerkloster; baugeschichtlich, künstlerisch, kunstgeschichtlich, städtebaulich und ortsbildprägend sowie kirchengeschichtlich und ortshistorisch von Bedeutung, zweischiffige gotische Hallenkirche mit schlankem signifikanten Turm, barock überformt | 09270347 |
|                                         | Wohnhaus, vom Typus in geschlossener Bebauung | Klosterplatz 13 (Karte)                                            | 19. Jahrhundert, später überformt | Baugeschichtlich, städtebaulich und platzbildprägend von Bedeutung, gründerzeitlicher Bau, um 1905 in der Fassade überformt | 09270349 |
| Weitere Bilder                          | Brunnen in einer kleinen Parkanlage (ehemaliger Klostergarten des benachbarten Franziskanerklosters ?) | Klosterstraße (Karte)                                              | 1. Hälfte 20. Jahrhundert | Künstlerisch von Bedeutung | 09301939 |
|                                         | Wohnhaus in halboffener Bebauung | Klosterstraße 2 (Karte)                                            | Um 1800 | Städtebaulich von Bedeutung | 09270070 |
| Weitere Bilder                          | Ostflügel des Franziskanerklosters (heute Stadtmuseum) mit Resten des Kreuzgangs und dem ehemaligen Armenhaus für Frauen sowie der dahinterliegende Klosterhof mit zahlreichen prächtigen Gruftbauten (Einzeldenkmale zu ID-Nr. 09299892) | Klosterstraße 3 (Karte)                                            | 13./14. Jahrhundert, spätere Umbauten (u. a. Portal bezeichnet mit 1706); zwischen 1675 und 1725 (Gruftbauten)                           | Einzeldenkmal der Sachgesamtheit Franziskanerkloster; baugeschichtlich, künstlerisch, kunstgeschichtlich, städtebaulich, kirchengeschichtlich und ortshistorisch von Bedeutung, Ostflügel 1884 und 1936 Umbau zum Museum, prächtige barocke Gruftbauten auf dem Klosterhof | 09270345 |
| Weitere Bilder                          | Grüner Born (Einzeldenkmale zu ID-Nr. 09299892) | Klosterstraße 3 (bei) (Karte)                                      | Bezeichnet mit 1679 | Einzeldenkmal der Sachgesamtheit Franziskanerkloster; handwerklich-künstlerisch von Bedeutung, schönster und künstlerisch wertvollster Brunnen Zittaus, eine barocke Arbeit | 09270344 |
|                                         | Mietshaus in geschlossener Bebauung | Klosterstraße 4 (Karte)                                            | Bezeichnet mit 1904 | Baugeschichtlich und städtebaulich von Bedeutung, ein Gründerzeitgebäude mit Jugendstilornamentik | 09270375 |
|                                         | Wohnhaus, Eckhaus in geschlossener Bebauung | Lindenstraße 1 (Karte)                                             | 2. Hälfte 18. Jahrhundert | Städtebaulich und baugeschichtlich von Bedeutung, klassizistisch wirkende Fassade, zwei barocke Portale | 09270100 |
|                                         | Wohnhaus mit Seitenflügel im Hof, in geschlossener Bebauung (ein Grundstück mit Innere Weberstraße 6) | Lindenstraße 1a (Karte)                                            | 18. Jahrhundert | Städtebaulich und baugeschichtlich von Bedeutung, einfaches barockes Portal | 09270101 |
|                                         | Wohnhaus in geschlossener Bebauung (ein Grundstück mit Innere Weberstraße 8) | Lindenstraße 3 (Karte)                                             | 19. Jahrhundert | Städtebaulich und baugeschichtlich von Bedeutung | 09270102 |
|                                         | Wohnhaus, Eckhaus | Lindenstraße 4 (Karte)                                             | 19. Jahrhundert | Städtebaulich von Bedeutung | 09270525 |
|                                         | Wohnhaus, Eckhaus (ein Grundstück mit Innere Weberstraße 14) | Lindenstraße 7 (Karte)                                             | Inschrift 1688 in Stein am Justgässchen                                                                                                  | Städtebaulich und baugeschichtlich von Bedeutung, schlichter Barockbau mit Mansarddach, Zwerchhaus und rundbogigem Portal, Durchhaus mit Innere Weberstraße 14 | 09270103 |
|                                         | Mietshaus, Eckhaus in halboffener Bebauung | Lindenstraße 8 (Karte)                                             | Um 1900 | Städtebaulich von Bedeutung | 09270524 |
|                                         | Wohnhaus in geschlossener Bebauung mit Seitenflügel im Hof | Lindenstraße 10 (Karte)                                            | 18. Jahrhundert | Baugeschichtlich und sozialgeschichtlich von Bedeutung, schlichter Barockbau | 09270523 |
|                                         | Wohnhaus in halboffener Bebauung, mit zwei Seitenflügeln im Hof (ursprünglich ein Grundstück mit Inneren Weberstraße 20) | Lindenstraße 11 (Karte)                                            | Bezeichnet mit 1712 (im Bogen des Portals)                                                                                               | Städtebaulich, baugeschichtlich und künstlerisch von Bedeutung, schöner barocker Bau, später überformt (um 2. Obergeschoss aufgestockt), originales barockes Portal mit originalen Türblättern und schmiedeeisernem Oberlichtgitter | 09270104 |
|                                         | Wohnhaus, Eckhaus | Lindenstraße 12 (Karte)                                            | 19. Jahrhundert | Städtebaulich von Bedeutung | 09270522 |
| Direkt Bild zu diesem Denkmal hochladen | Wohnhaus mit Ladeneinbau, in geschlossener Bebauung | Lindenstraße 13 (Karte)                                            | 18. Jahrhundert | Städtebaulich und baugeschichtlich von Bedeutung | 09270105 |
|                                         | Wohnhaus, Eckhaus | Lindenstraße 14 (Karte)                                            | 18. Jahrhundert | Städtebaulich und baugeschichtlich von Bedeutung, im Kern ein Barockbau mit Mansarddach und Zwerchhaus, die Fassade gründerzeitlich überformt | 09270526 |
|                                         | Wohnhaus mit Seitenflügel im Hof, in halboffener Bebauung | Lindenstraße 15 (Karte)                                            | 19. Jahrhundert | Städtebaulich und baugeschichtlich von Bedeutung | 09270106 |
|                                         | Wohnhaus in geschlossener Bebauung | Lindenstraße 16 (Karte)                                            | 18. Jahrhundert | Städtebaulich und baugeschichtlich von Bedeutung, klassizistische Fassade | 09270527 |
|                                         | Wohnhaus in halboffener Bebauung (bauliche Einheit mit Schmeidelgäßchen 1) | Lindenstraße 17 (Karte)                                            | 18. Jahrhundert | Städtebaulich und baugeschichtlich von Bedeutung, einfacher Barockbau | 09270107 |
|                                         | Wohnhaus in geschlossener Bebauung | Lindenstraße 18 (Karte)                                            | 18. Jahrhundert | Städtebaulich von Bedeutung | 09270528 |
|                                         | Mietshaus, Eckhaus, vom Typus für geschlossene Bebauung vorgesehen | Lindenstraße 19 (Karte)                                            | Ende 19. Jahrhundert | Städtebaulich und baugeschichtlich von Bedeutung, ein Gründerzeitgebäude, Eckaufsatz mit Attika, schöner Balkon, im Innern mit gusseisernem Treppengeländer, ortsbildprägende Lage am Ring (Poststraße) | 09270112 |
|                                         | Wohnhaus in geschlossener Bebauung | Lindenstraße 22 (Karte)                                            | 18. Jahrhundert | Städtebaulich von Bedeutung | 09270530 |
|                                         | Wohnhaus in geschlossener Bebauung | Lindenstraße 26 (Karte)                                            | Bezeichnet mit 1757 (laut Gurlitt) | Städtebaulich, sozialgeschichtlich und baugeschichtlich von Bedeutung, schlichter Barockbau | 09270532 |
|                                         | Wohnhaus in geschlossener Bebauung | Lindenstraße 28 (Karte)                                            | 18. Jahrhundert | Städtebaulich, sozialgeschichtlich und baugeschichtlich von Bedeutung, im Kern ein Barockbau | 09270533 |
|                                         | Wohnhaus in geschlossener Bebauung | Lindenstraße 30 (Karte)                                            | 2. Hälfte 18. Jahrhundert | Städtebaulich und baugeschichtlich von Bedeutung, schönes barockes Portal | 09270534 |
|                                         | Wohnhaus in geschlossener Bebauung | Lindenstraße 32 (Karte)                                            | 18. Jahrhundert | Städtebaulich von Bedeutung | 09270535 |
|                                         | Wohnhaus in halboffener Bebauung | Lindenstraße 34 (Karte)                                            | 18. Jahrhundert | Städtebaulich und baugeschichtlich von Bedeutung, giebelständiges Haus mit Halbwalm, barockes Portal | 09270536 |
| Direkt Bild zu diesem Denkmal hochladen | Wohnhaus, Rückgebäude von Neustadt 2 (ein Grundstück) | Ludwigstraße 1 (Karte)                                             | 1. Hälfte 19. Jahrhundert | Städtebaulich und baugeschichtlich von Bedeutung | 09301949 |
|                                         | Wohnhaus mit seitlicher Einfriedungsmauer | Ludwigstraße 3 (Karte)                                             | 1863 | Baugeschichtlich und ortsgeschichtlich von Bedeutung, frühes Gründerzeitgebäude, Wohnhaus mit Geschäftsräumen für den Fotografen Julius Schlegel, ortsbildprägende Lage am Ring (Karl-Liebknecht-Ring) | 09270075 |
|                                         | Wohnhaus (bauliche Einheit mit Nr. 3) in geschlossener Bebauung, mit Seitenflügel im Hof | Mandauer Berg 1 (Karte)                                            | 19. Jahrhundert | Städtebaulich und baugeschichtlich von Bedeutung, klassizistische Fassade | 09270178 |
|                                         | Wohnhaus (zwei Gebäudeteile) in halboffener Bebauung | Mandauer Berg 2 (Karte)                                            | Um 1800 | Städtebaulich und baugeschichtlich von Bedeutung, Haustür um 1800 | 08992402 |
|                                         | Wohnhaus (bauliche Einheit mit Nr. 1) in geschlossener Bebauung, Ecklage, mit Seitenflügel im Hof | Mandauer Berg 3 (Karte)                                            | Anfang 19. Jahrhundert | Städtebaulich und baugeschichtlich von Bedeutung, klassizistische Fassade, stattlicher Bau mit Fledermausgaupen | 09270179 |
|                                         | Wohnhaus in halboffener Bebauung | Mandauer Berg 4 (Karte)                                            | 2. Hälfte 18. Jahrhundert | Städtebaulich und baugeschichtlich von Bedeutung, mit barockem Mittelportal | 08992403 |
|                                         | Wohnhaus in geschlossener Bebauung, mit Seitenflügel zum Hof | Mandauer Berg 5 (Karte)                                            | 2. Hälfte 18. Jahrhundert | Städtebaulich und baugeschichtlich von Bedeutung, schlichter Barockbau mit Mansarddach und schönem Portal | 09270180 |
|                                         | Wohnhaus in geschlossener Bebauung, mit Ladeneinbau und Seitenflügel im Hof | Mandauer Berg 6 (Karte)                                            | Bezeichnet mit 1787 | Städtebaulich und baugeschichtlich von Bedeutung, mit schönem barocken Portal | 08992404 |
| Direkt Bild zu diesem Denkmal hochladen | Wohnhaus in geschlossener Bebauung | Mandauer Berg 7 (Karte)                                            | 18. Jahrhundert, im Kern älter | Baugeschichtlich, hausgeschichtlich und städtebaulich von Bedeutung, giebelständiges Haus (nur zweiachsig) | 09270181 |
|                                         | Wohnhaus Mandauer Berg 8 (bis 2001 Mandauer Berg 8, 10 und 12) in geschlossener und halboffener Bebauung mit barocker Wappentafel (am Haus ehemalige Nummer 12 – jetzt 8)                                                                 | Mandauer Berg 8 (Karte)                                            | Bezeichnet mit 1810 (ehemalige Nr. 8); 18. Jahrhundert (ehemalige Nr. 10); bezeichnet mit 1671, Umbau 19. Jahrhundert (ehemalige Nr. 12) | Städtebaulich und baugeschichtlich von Bedeutung, ehem. Nr. 8 ein giebelständiges Haus mit Walmdach und schönem barocken Portal – abgerissen, ehemalige Nummer 12 – jetzt Mandauer Berg 8 – gründerzeitliches Gebäude des 19. Jahrhunderts mit barocker Wappentafel von 1671 | 08992405 |
|                                         | Wohnhaus in geschlossener Bebauung, mit Seitenflügel zum Hof | Mandauer Berg 9 (Karte)                                            | Um 1700 | Städtebaulich von Bedeutung | 09270182 |
|                                         | Wohnhaus in geschlossener Bebauung | Mandauer Berg 11 (Karte)                                           | Bezeichnet mit 1694 | Städtebaulich, baugeschichtlich und hausgeschichtlich von Bedeutung, giebelständiges Haus mit geschweiftem Giebel, schönes barockes Portal | 09270183 |
|                                         | Wohnhaus in halboffener Bebauung (früher geschlossener Bebauung) | Mandauer Berg 13 (Karte)                                           | 18. Jahrhundert | Städtebaulich und baugeschichtlich von Bedeutung, geprägt von einer Überformungen im 19. Jahrhundert | 09270184 |
|                                         | Mauer und Einfahrt an der Brunnenstraße | Markt (zwischen Brunnenstraße 4 und Markt 22) (Karte)              | Bezeichnet mit 1565 | Städtebaulich, künstlerisch und baugeschichtlich von Bedeutung, schöne Vasen-Aufsätze auf den Pfeilern der Einfahrt | 09270131 |
| Weitere Bilder                          | Marsbrunnen / Rolandbrunnen | Markt (Karte)                                                      | 1585 | Ortsgeschichtlich, künstlerisch und platzbildprägend von Bedeutung, bedeutender figürlicher Brunnen der Renaissancezeit, errichtet als Symbol der Handelsstadt Zittau | 09270133 |
| Weitere Bilder                          | Rathaus | Markt 1 (Karte)                                                    | 1840–1845 | Baugeschichtlich, kunstgeschichtlich, künstlerisch, städtebaulich und platzbildprägend von Bedeutung, im Stil italienischer Paläste (Neogotik und Neorenaissance), Entwurf: Karl Friedrich Schinkel und Carl August Schramm, ortsbildprägender Turm | 09270156 |
| Weitere Bilder                          | Wohnhaus in geschlossener Bebauung, Eckhaus, mit allen Gebäudeteilen (Seitenflügel im Hof und Hinterhaus an der Johannisstraße) und mit zwei Toren zum Hof an der Johannisstraße (ehemaliger Ratskeller)                                  | Markt 2 (Karte)                                                    | Um 1600 (Kern und Tor), geprägt vom Umbau bezeichnet mit 184                                                                             | Baugeschichtlich, ortsgeschichtlich, künstlerisch und städtebaulich von Bedeutung, klassizistische Fassade, eines der Tore an der Johannisstraße aus der Renaissance-Zeit (Rundbogen mit Diamantquaderung) | 09270167 |
|                                         | Wohnhaus in geschlossener Bebauung, Eckhaus | Markt 3 (Karte)                                                    | Um 1760 | Städtebaulich und baugeschichtlich von Bedeutung, schlichter Barockbau mit schönem Portal | 09270058 |
| Weitere Bilder                          | Noacksches Haus (Markt-Apotheke): Wohnhaus in geschlossener Bebauung, mit allen Bauteilen um den Innenhof (zwei Seitenflügel sowie das Hinterhaus am Johannisplatz)                                                                       | Markt 4 (Karte)                                                    | Bezeichnet mit 1689 im Schlussstein des Portals                                                                                          | Baugeschichtlich, ortsgeschichtlich, künstlerisch und städtebaulich von Bedeutung, prächtiges frühbarockes Haus, Hinterhaus ebenfalls prächtige Barockfassade, am Markt Barockportal mit gebrochenem Dreiecksgiebel und toskanischer Säulenstellung, darüber zweigeschossiger Erker, platzbildprägendes Gebäude, im Vorderhaus weiteres Barockportal mit gebrochenem Dreiecksgiebel und Wappen-Schlussstein | 09270166 |
|                                         | Wohnhaus in geschlossener Bebauung, mit einem kurzen Seitenflügel zum Hof und einem Hofgebäude | Markt 5 (Karte)                                                    | 16. Jahrhundert (Erdgeschoss und Keller)                                                                                                 | Städtebaulich und baugeschichtlich von Bedeutung, Vorderhaus mit barocker Fassade mit Mansarddach, Mittelgiebel und schönem Portal, im Erdgeschoss spätmittelalterliche Gewölbe, aus gleicher Zeit Keller des Bierhofs unter dem Vorderhaus | 09270189 |
|                                         | Wohn- und Geschäftshaus in geschlossener Bebauung, mit zwei Seitenflügeln zum Hof und Hinterhaus am Johannisplatz | Markt 6 (Karte)                                                    | 19. Jahrhundert | Städtebaulich und baugeschichtlich von Bedeutung, gründerzeitliche Fassade im Stil der Neorenaissance mit Volutengiebel, im Kern älter, Ladenumbau im Stil der Neuen Sachlichkeit der 1920er Jahre | 09270165 |
|                                         | Wohnhaus mit zwei Seitenflügeln zum Hof und Hinterhaus | Markt 7 (Karte)                                                    | 1. Hälfte 18. Jahrhundert | Städtebaulich und baugeschichtlich von Bedeutung, Vorderhaus mit barocker Fassade und schönem barocken Portal, darüber ältere Wappentafel (bezeichnet mit 1559) | 09270188 |
|                                         | Wohnhaus in geschlossener Bebauung, mit Ladeneinbau, Seitenflügel zum Hof und Hinterhaus am Johannisplatz | Markt 8 (Karte)                                                    | 19. Jahrhundert | Städtebaulich und baugeschichtlich von Bedeutung, ein Gründerzeitgebäude | 09270164 |
|                                         | Zur Goldenen Sonne: Wohnhaus mit Seitenflügel im Hof und Hintergebäude (Kino) | Markt 9 (Karte)                                                    | 1. Hälfte 18. Jahrhundert | Baugeschichtlich, ortsgeschichtlich, künstlerisch und städtebaulich von Bedeutung, prächtiges Barockhaus, üppiges Barockportal mit Kartusche, darin eine Sonne, platzbildprägendes Gebäude | 09270187 |
|                                         | Wohnhaus in geschlossener Bebauung (mit Tordurchfahrt zum Apothekergäßchen), mit Seitenflügel am Apothekergäßchen und Hinterhaus am Johannisplatz (Stadt-Apotheke)                                                                        | Markt 10 (Karte)                                                   | Um 1760 | Städtebaulich, baugeschichtlich und ortsgeschichtlich von Bedeutung, mit einem platzbildprägenden zweigeschossigen Erker am Vorderhaus | 09270163 |
|                                         | Wohnhaus mit Laden in geschlossener Bebauung | Markt 11 (Karte)                                                   | 19. Jahrhundert | Baugeschichtlich und städtebaulich von Bedeutung, ein Gründerzeitgebäude | 09270186 |
|                                         | Wohnhaus in geschlossener Bebauung, mit Ladenzone, zwei Seitenflügeln zum Hof und Hinterhaus am Johannisplatz | Markt 12 (Karte)                                                   | 18. Jahrhundert | Baugeschichtlich und städtebaulich von Bedeutung, repräsentatives barockes Portal | 09270327 |
|                                         | Wohnhaus in geschlossener Bebauung und das angrenzende Gebäudeteil mit Durchfahrt zur Baderstraße, sowie zwei Seitenflügel (zum Hof und an der Baderstraße) und Mauer an der Baderstraße (Fürstenherberge)                                | Markt 13 (Karte)                                                   | 1767 | Baugeschichtlich, ortsgeschichtlich, künstlerisch und städtebaulich von Bedeutung, ein Barockhaus mit Mittelrisalit und Dreiecksgiebel, prächtiges Portal, Fassade mit Rokoko-Ornamentik | 09270185 |
|                                         | Wohnhaus in Ecklage | Markt 14 (Karte)                                                   | 18. Jahrhundert | Städtebaulich und baugeschichtlich von Bedeutung, schlichter Barockbau | 09270161 |
|                                         | Wohnhaus in geschlossener Bebauung, mit Hinterhaus an der Baderstraße | Markt 15 (Karte)                                                   | Bezeichnet mit 1586 | Städtebaulich und baugeschichtlich von Bedeutung, spätklassizistische Fassade, beim Umbau 1862 kam das mit 1586 bezeichnete Renaissanceportal in den links anstoßenden Schwibbogen, im Erdgeschoss die alten Gewölbe erhalten | 09270173 |
|                                         | Wohnhaus, Eckhaus in geschlossener Bebauung, Seitenflügel zum Hof | Markt 16 (Karte)                                                   | 2. Hälfte 18. Jahrhundert | Baugeschichtlich, künstlerisch und städtebaulich von Bedeutung, stattliches Barockhaus, schönes barockes Portal mit Kartusche | 09270113 |
|                                         | Wohnhaus mit Hinterhaus, in geschlossener Bebauung | Markt 17 (Karte)                                                   | 1. Hälfte 19. Jahrhundert, Kern älter | Städtebaulich und baugeschichtlich von Bedeutung, klassizistisch wirkende Gründerzeitfassade, reicher Bauschmuck | 09270174 |
|                                         | Wohnhaus in geschlossener Bebauung, mit Ladenzone und zwei Seitenflügeln zum Hof | Markt 18 (Karte)                                                   | 17. Jahrhundert, später überformt | Städtebaulich und baugeschichtlich von Bedeutung, gründerzeitlich überformte Fassade | 09270135 |
|                                         | Wohnhaus in geschlossener Bebauung | Markt 19 (Karte)                                                   | 2. Hälfte 18. Jahrhundert | Städtebaulich und baugeschichtlich von Bedeutung, mit originaler Ladenfront des 19. Jahrhunderts | 09270175 |
|                                         | Wohnhaus in geschlossener Bebauung | Markt 20 (Karte)                                                   | Ende 19. Jahrhundert | Städtebaulich und baugeschichtlich von Bedeutung, klassizistische Fassade | 09270134 |
|                                         | Wohnhaus in geschlossener Bebauung, mit Hinterhaus | Markt 21 (Karte)                                                   | Um 1350 (gotischer Raum), prägender Umbau 18. Jahrhundert                                                                                | Baugeschichtlich, künstlerisch und städtebaulich von Bedeutung, prächtiges Barockhaus in der rechten Achse reich geschmücktes barockes Portal mit dahinterliegender Hofdurchfahrt, Fassade mit Mittelrisalit, Dreiecksgiebel und barocker Pilastergliederung, im Erdgeschoss ein Raum mit gotischem Kreuzgewölbe, Reste einer Ladenfront aus den 1920er Jahren (mit originalen Oberlichtfenstern) | 09270176 |
|                                         | Wohnhaus (zwei Gebäudeteile), Eckhaus in geschlossener Bebauung, mit allen Gebäudeteilen (Gebäudeflügel um den Innenhof und Anbauten an der Brunnenstraße)                                                                                | Markt 22 (Karte)                                                   | 18. Jahrhundert | Baugeschichtlich, künstlerisch und städtebaulich von Bedeutung, barockes Gebäude mit schönem Erker zum Markt, am Gebäudeteil an der Brunnenstraße schönes barockes Portal | 09270132 |
|                                         | Wohnhaus (zwei Gebäudeteile) in Ecklage, mit Hinterhaus, Seitenflügel im Hof und zweitem Hinterhaus (Weißer Engel) | Markt 23 (Karte)                                                   | 18. Jahrhundert, Kern älter | Städtebaulich und baugeschichtlich von Bedeutung, mit barockem Portal, Neorenaissance-Erker von einem Umbau, im Erdgeschoss Tonne mit Hofdurchgang | 09270177 |
|                                         | Wohnhaus (ehemaliges Amtsgericht) mit allen angebauten und um einen Hof gruppierten Trakten an der Brunnenstraße sowie zwei Hinterhäusern                                                                                                 | Markt 24 (Karte)                                                   | Bezeichnet mit 1678 | Baugeschichtlich, ortsgeschichtlich, künstlerisch und städtebaulich von Bedeutung, repräsentativer Barockbau mit Lisenengliederung und schönem Portal mit gesprengtem Giebel, erbaut als Wohnhaus des Bürgermeisters Johann Philipp Stoll, umgebaut zum Amtsgericht (Trakt in der Brunnenstraße ehem. Gefängnis) | 09270001 |
|                                         | Wohnhaus (ehemals) in geschlossener Bebauung | Milchstraße 7 (Karte)                                              | 19. Jahrhundert | Städtebaulich und baugeschichtlich von Bedeutung | 09270538 |
|                                         | Mietshaus in geschlossener Bebauung | Milchstraße 9 (Karte)                                              | Um 1870 | Städtebaulich und baugeschichtlich von Bedeutung, ein Gründerzeitgebäude, im Inneren dekorative Plafondmalerei | 09270539 |
|                                         | Mietshaus in Ecklage und in halboffener Bebauung | Milchstraße 11 (Karte)                                             | Ende 19. Jahrhundert | Städtebaulich und baugeschichtlich von Bedeutung, ein Gründerzeitgebäude, ortsbildprägende Lage am Ring (Poststraße) | 09270541 |
| Weitere Bilder                          | Wohnhaus mit hinterem Anbau | Milchstraße 16 (Karte)                                             | 1757 Dendro | Städtebaulich, sozialgeschichtlich und baugeschichtlich von Bedeutung, schlichter Barockbau | 09270517 |
| Weitere Bilder                          | Herkulesbrunnen | Neustadt (Karte)                                                   | Bezeichnet mit 1708 | Künstlerisch und stadträumlich von Bedeutung, reich gestaltete barocke Brunnenanlage, die Figuren vom Bildhauer Michael Hoppenhaupt (I) | 09270242 |
| Weitere Bilder                          | Samariterinbrunnen | Neustadt (Karte)                                                   | Bezeichnet mit 1679 | Künstlerisch und stadträumlich von Bedeutung, reich verzierter barocker Brunnen | 09270251 |
| Weitere Bilder                          | Schwanenbrunnen | Neustadt (Karte)                                                   | Bezeichnet mit 1710 | Künstlerisch und stadträumlich von Bedeutung, barocke Brunnenanlage | 09270334 |
|                                         | Wohnhaus, Eckhaus in geschlossener Bebauung (mit Rückgebäude, siehe Ludwigstraße 1) | Neustadt 2 (Karte)                                                 | Bezeichnet mit 1721 | Städtebaulich, künstlerisch und baugeschichtlich von Bedeutung, Barockhaus mit schönem Portal | 09270068 |
|                                         | Wohnhaus in geschlossener Bebauung | Neustadt 4 (Karte)                                                 | 2. Hälfte 18. Jahrhundert | Städtebaulich und baugeschichtlich von Bedeutung, gründerzeitliche Überformung Ende 19. Jahrhundert | 09270067 |
|                                         | Wohnhaus (zwei Hausnummern) in geschlossener Bebauung | Neustadt 5, 7 (Karte)                                              | 18. Jahrhundert | Städtebaulich und baugeschichtlich von Bedeutung, gründerzeitliche Fassade | 09270249 |
|                                         | Wohnhaus in geschlossener Bebauung | Neustadt 6 (Karte)                                                 | 2. Hälfte 18. Jahrhundert | Städtebaulich und baugeschichtlich von Bedeutung | 09270066 |
|                                         | Wohnhaus in geschlossener Bebauung | Neustadt 8 (Karte)                                                 | 2. Hälfte 18. Jahrhundert | Städtebaulich und baugeschichtlich von Bedeutung, schmales Gebäude mit Segmentbogenportal | 09270065 |
|                                         | Wohnhaus in geschlossener Bebauung | Neustadt 9 (Karte)                                                 | Um 1880 | Städtebaulich und baugeschichtlich von Bedeutung, ein Gründerzeithaus von klassizistischer Wirkung | 09270248 |
|                                         | Wohnhaus in geschlossener Bebauung, mit Seitenflügel zum Hof | Neustadt 10 (Karte)                                                | 18. Jahrhundert | Städtebaulich und baugeschichtlich von Bedeutung, stattlicher Barockbau mit Mittelrisalit und Dreiecksgiebel, originale Haustür | 09270367 |
|                                         | Wohnhaus in geschlossener Bebauung | Neustadt 11 (Karte)                                                | 18. Jahrhundert | Städtebaulich und baugeschichtlich von Bedeutung, gründerzeitliche fassade | 09270247 |
|                                         | Wohnhaus in geschlossener Bebauung | Neustadt 12 (Karte)                                                | 1. Hälfte 19. Jahrhundert | Städtebaulich und baugeschichtlich von Bedeutung, klassizistisches Gebäude, im Innern gewendelte Treppe mit gusseisernem Gitter | 09270366 |
|                                         | Wohnhaus in geschlossener Bebauung, mit Seitenflügel zum Hof (Goldner Stern, ehemals Zum Stern) | Neustadt 14 (Karte)                                                | Bezeichnet mit 1771 | Städtebaulich und baugeschichtlich von Bedeutung, schlichter Barockbau mit schönem Portal | 09270365 |
|                                         | Wohnhaus in geschlossener Bebauung, mit zwei Hofflügeln | Neustadt 16 (Karte)                                                | 17. Jahrhundert | Städtebaulich und baugeschichtlich von Bedeutung, überformter Barockbau mit schönem barocken Portal | 09270364 |
|                                         | Wohnhaus in geschlossener Bebauung, mit zwei Hofflügeln und Einfriedungsmauer im Grundstück und am Theatergäßchen | Neustadt 17 (Karte)                                                | 18. Jahrhundert | Städtebaulich und baugeschichtlich von Bedeutung, schlichter Barockbau mit schöner klassizistischer Haustür | 09270245 |
|                                         | Wohnhaus in geschlossener Bebauung, mit Seitenflügel im Hof und Hinterhaus | Neustadt 18 (Karte)                                                | 19. Jahrhundert, im Kern älter (17. Jahrhundert)                                                                                         | Städtebaulich und baugeschichtlich von Bedeutung, gründerzeitliche Fassade | 09270363 |
|                                         | Wohnhaus in geschlossener Bebauung | Neustadt 19 (Karte)                                                | 18. Jahrhundert, später überformt | Städtebaulich und baugeschichtlich von Bedeutung, repräsentatives barockes Portal | 09270244 |
|                                         | Wohnhaus in geschlossener Bebauung | Neustadt 20 (Karte)                                                | 2. Hälfte 17. Jahrhundert | Städtebaulich und baugeschichtlich von Bedeutung, im Innern im Erdgeschoss großes Tonnengewölbe | 09270362 |
|                                         | Wohnhaus in geschlossener Bebauung | Neustadt 21 (Karte)                                                | 18. Jahrhundert | Städtebaulich und baugeschichtlich von Bedeutung, schlichtes barockes Portal | 09270243 |
|                                         | Wohnhaus in geschlossener Bebauung | Neustadt 22 (Karte)                                                | Mitte 18. Jahrhundert | Städtebaulich und baugeschichtlich von Bedeutung, klassizistische Fassade, barockes Portal, im Innern im Erdgeschoss Gewölbe | 09270063 |
| Weitere Bilder                          | Wohnhaus, Eckhaus in geschlossener Bebauung, mit allen Hofflügeln um einen kleinen Innenhof | Neustadt 23 (Karte)                                                | Bezeichnet mit 1683 | Baugeschichtlich, künstlerisch, kunstgeschichtlich, platzbildprägend, ortsgeschichtlich und städtebaulich von Bedeutung, prachtvolles, frühbarockes Eckhaus, reich gegliederte Fassade mit Kolossalpilastern, schönes barockes Portal, einst Wohnhaus des Bürgermeisters Johann Jacob von Hartig | 09270241 |
|                                         | Wohnhaus in geschlossener Bebauung, mit Seitenflügel im Hof und Hinterhaus | Neustadt 24 (Karte)                                                | Mitte 18. Jahrhundert | Städtebaulich und baugeschichtlich von Bedeutung, Durchfahrt mit Gewölbe | 09270064 |
|                                         | Wohnhaus, Eckhaus in geschlossener Bebauung | Neustadt 25 (Karte)                                                | Ende 18. Jahrhundert | Städtebaulich, platzbildprägend und baugeschichtlich von Bedeutung, stattlicher Barockbau mit Portal | 09270332 |
|                                         | Wohnhaus mit Ladeneinbau in geschlossener Bebauung | Neustadt 26 (Karte)                                                | Ende 18. Jahrhundert | Städtebaulich und baugeschichtlich von Bedeutung, klassizistische Fassade, Ladenfront aus dem späten 19. Jahrhundert | 09270361 |
|                                         | Wohnhaus in geschlossener Bebauung (über zwei Grundstücke) | Neustadt 27 (Karte)                                                | 1920er/1930er Jahre | Städtebaulich von Bedeutung, im barockisierenden Heimatstil | 09270333 |
|                                         | Wohnhaus (ehemals Gasthof Münchner Hof) in geschlossener Bebauung | Neustadt 28 (Karte)                                                | Bezeichnet mit 1722 im Schlussstein | Städtebaulich, baugeschichtlich und künstlerisch von Bedeutung, giebelständiges Haus, ausgesprochen schönes barockes Korbbogenportal, schmalere vierte Geschoss von rocailleartigen Anschwüngen begleitet und mit Dreiecksgiebel abgeschlossen | 09270062 |
|                                         | Wohnhaus in geschlossener Bebauung, mit Seitenflügel im Hof und Hinterhaus | Neustadt 30 (Karte)                                                | Bezeichnet mit 1682, Fassade 1. Hälfte 19. Jahrhundert                                                                                   | Städtebaulich und baugeschichtlich von Bedeutung, barockes Portal, klassizistische Fassade mit Zwerchhaus und Dreiecksgiebel | 09270360 |
|                                         | Wohnhaus, Eckhaus in geschlossener Bebauung, mit Seitenflügel im Hof und Hinterhaus | Neustadt 31 (Karte)                                                | Ab 16. Jahrhundert | Baugeschichtlich, hausgeschichtlich, städtebaulich und platzbildprägend von Bedeutung, u. a. vermauerte gotische Bögen, ausgesprochen hübsches barockes Portal mit Rokoko-Ornamentik, Zwerchhäuschen mit Dreiecksgiebel zur Neustadt | 09270335 |
|                                         | Wohnhaus in geschlossener Bebauung | Neustadt 32 (Karte)                                                | Um 1550 (Portal); bezeichnet mit 1668 an der Rückfront, Fassade 19. Jahrhundert (Wohnhaus)                                               | Städtebaulich, baugeschichtlich und künstlerisch von Bedeutung, in Durchfahrt Frührenaissanceportal von 1550 (früher Hausportal) | 09270359 |
|                                         | Wohnhaus in geschlossener Bebauung | Neustadt 33 (Karte)                                                | 19. Jahrhundert | Städtebaulich und baugeschichtlich von Bedeutung, klassizistisches Gebäude | 09270353 |
|                                         | Wohnhaus in geschlossener Bebauung, Eckhaus (Sächsischer Hof) | Neustadt 34 (Karte)                                                | Bezeichnet mit 1749, im Kern um 1530 | Städtebaulich, baugeschichtlich, künstlerisch und ortsgeschichtlich von Bedeutung, platzbildprägender Eckerker und Mansarddach, im Hof seit Umbau des 18. Jahrhunderts Renaissancereliefs von der Fassade, prächtiges barockes Portal mit originaler Haustür, Abbrüche 1999 von Saalanbau, rechter Seitenflügel und Erdgeschoss-Gewölbe, geschichtlich von Bedeutung nach 1933 als Ort der Verfolgung und Ermordung von Antifaschisten | 09270061 |
|                                         | Wohnhaus in geschlossener Bebauung, mit Seitenflügel im Hof | Neustadt 35 (Karte)                                                | 19. Jahrhundert | Städtebaulich, künstlerisch und baugeschichtlich von Bedeutung, ein Gründerzeitgebäude im Stil der Neorenaissance, mit reichem Bauschmuck und originaler Haustür | 09270354 |
|                                         | Portal (in einem Neubau, das zum Portal gehörende historische Wohnhaus abgebrochen) | Neustadt 37 (Karte)                                                | Mitte 18. Jahrhundert | Künstlerisch von Bedeutung, barockes Mittelportal mit Kartusche, Oberlichtgitter und Tor (das Haus ansonsten Teil-Rekonstruktion und kein Denkmal mehr) | 09270355 |
|                                         | Wohnhaus in halboffener Bebauung, mit rückwärtigem Anbau | Neustadt 42 (Karte)                                                | 17. Jahrhundert | Städtebaulich und baugeschichtlich von Bedeutung, ein Gründerzeitgebäude mit prächtigem Portal | 09270356 |
| Weitere Bilder                          | Stadtschmiede (als südlicher Anbau am Marstall, Neustadt 47) | Neustadt 46 (Karte)                                                | 1713 | Baugeschichtlich, städtebaulich und wirtschaftsgeschichtlich von Bedeutung | 09270543 |
| Weitere Bilder                          | Speichergebäude (Marstall, Salzhaus) | Neustadt 47 (Karte)                                                | 1389 als Salzkammer errichtet (Vorgängerbau); 1511 Marstall                                                                              | Baugeschichtlich, geschichtlich, ortsbildprägend, städtebaulich und wirtschaftsgeschichtlich von Bedeutung, altes Lager- und Stapelhaus, später Rüstkammer, an der Schmalseite mit ehem. Stadtschmiede von 1713 (Anschrift: Neustadt 46) | 09270250 |
|                                         | Wohnhaus in Ecklage zur Gasse Am Johanneum (dort mit Seitenflügel), Einfriedungsmauer des Grundstücks und Gartenpavillon | Pfarrstraße 5 (Karte)                                              | Bezeichnet mit 1665 | Städtebaulich und baugeschichtlich von Bedeutung, schlichter Barockbau, ortsbildprägende Lage nahe dem Ring (Am Johanneum) | 09270474 |
|                                         | Wohnhaus in halboffener Bebauung, mit Seitenflügel im Hof | Pfarrstraße 12 (Karte)                                             | 18. Jahrhundert | Städtebaulich und baugeschichtlich von Bedeutung, schlichtes barockes Haus mit Portal | 09270472 |
| Direkt Bild zu diesem Denkmal hochladen | Pfarrhaus in halboffener Bebauung, mit Seitenflügel im Hof (Superintendentur) | Pfarrstraße 14 (Karte)                                             | 18./19. Jahrhundert | Städtebaulich, ortsgeschichtlich und baugeschichtlich von Bedeutung, schlichter Barockbau, Gebäude errichtet als Primariat, große Eingangshalle, bleiverglaste Fenster über der Eingangstür mit christlichem Motiv (Herz und Kreuz), ortsbildprägende Lage nahe dem Ring (Theaterring) | 09270473 |
|                                         | Wohnhaus in geschlossener Bebauung, Eckhaus mit Anbau | Poststraße 1 (Karte)                                               | Um 1800 | Städtebaulich und baugeschichtlich von Bedeutung, einfaches barockes Portal, ortsbildprägende Lage nahe dem Ring (Haberkornplatz) | 09270513 |
|                                         | Mietshaus in geschlossener Bebauung | Rathausplatz 1 (Karte)                                             | 1870/1880 | Städtebaulich und baugeschichtlich von Bedeutung, ein Gründerzeitgebäude | 09270147 |
|                                         | Wohn- und Geschäftshaus (über zwei Grundstücken) in geschlossener Bebauung (bauliche Einheit mit Böhmische Straße 3 und Reichenberger Straße 4), mit Seitenflügeln im Hof an einem öffentlichen Durchgang                                 | Rathausplatz 2, 4 (Karte)                                          | Bezeichnet mit 1883 (Wohn- und Geschäftshaus); Ende 19. Jahrhundert, älterer Kern Nr. 4 (Hinterhaus)                                     | Städtebaulich, baugeschichtlich und künstlerisch von Bedeutung, repräsentatives und ortsbildprägendes Gründerzeitgebäude im Stil der Neorenaissance | 09270261 |
|                                         | Wohnhaus in geschlossener Bebauung | Rathausplatz 3 (Karte)                                             | Bezeichnet mit 1730 | Städtebaulich und baugeschichtlich von Bedeutung, stattlicher barocker Bau | 09270148 |
|                                         | Wohnhaus in geschlossener Bebauung | Rathausplatz 5 (Karte)                                             | 1. Hälfte 18. Jahrhundert | Städtebaulich und baugeschichtlich von Bedeutung | 09270149 |
|                                         | Wohnhaus mit Ladeneinbau, in geschlossener Bebauung | Rathausplatz 6 (Karte)                                             | Anfang 19. Jahrhundert | Städtebaulich und baugeschichtlich von Bedeutung, klassizistisches Gebäude (später überformt) | 09270256 |
|                                         | Wohnhaus in geschlossener Bebauung | Rathausplatz 7 (Karte)                                             | 19. Jahrhundert | Städtebaulich und baugeschichtlich von Bedeutung, klassizistisches Gebäude | 09270150 |
|                                         | Wohnhaus mit Ladeneinbau, in geschlossener Bebauung | Rathausplatz 8 (Karte)                                             | 19. Jahrhundert | Städtebaulich und baugeschichtlich von Bedeutung, klassizistisch wirkende Fassade | 09270257 |
|                                         | Wohnhaus mit Ladeneinbau in geschlossener Bebauung | Rathausplatz 9 (Karte)                                             | 19. Jahrhundert | Städtebaulich und baugeschichtlich von Bedeutung, klassizistisches Gebäude | 09270581 |
|                                         | Wohnhaus in geschlossener Bebauung, mit Ladeneinbau und Hinterhaus | Rathausplatz 10 (Karte)                                            | 19. Jahrhundert | Städtebaulich und baugeschichtlich von Bedeutung, klassizistisches Gebäude | 09270258 |
|                                         | Wohn- und Geschäftshaus in geschlossener Bebauung, Eckhaus | Rathausplatz 11 (Karte)                                            | Bezeichnet mit 1902 | Städtebaulich und baugeschichtlich von Bedeutung, ein Gründerzeitgebäude im Stil des Späthistorismus mit platzbildprägendem Eckturm | 09270151 |
|                                         | Wohnhaus in Ecklage, mit Seitenflügel zum Hof, Hinterhaus und Seitenflügel am Theatergäßchen | Rathausplatz 12 (Karte)                                            | 18. Jahrhundert | Städtebaulich und baugeschichtlich von Bedeutung, Eckhaus, mit Schrift „Grenzquell“ | 09270259 |
|                                         | Gewandhaus (später Kaufhaus) | Rathausplatz 14 (Karte)                                            | 1564 (Erbauung auf älteren Kellern); um 1900 (Treppenhaus); 1952, im Kern wesentlich älter (Kaufhaus)                                    | Städtebaulich, ortsgeschichtlich und hausgeschichtlich von Bedeutung, bis zum Zweiten Weltkrieg Kaufhaus Thunig, Kaiser und Wagner, teils gotische Keller mit Spitztonnen, mit einem barocken Mansarddach und einem historistischen Treppenhaus | 09270542 |
|                                         | Wohn- und Geschäftshaus, Eckhaus in geschlossener Bebauung (bauliche Einheit mit Rathausplatz 2/4 und Böhmische Straße 3) | Reichenberger Straße 4 (Karte)                                     | 1875er Jahre | Städtebaulich und baugeschichtlich von Bedeutung, repräsentatives Gründerzeithaus, ortsbildprägende längere Front erstreckt sich am Rathausplatz | 09270260 |
|                                         | Wohnhaus (Fassade Nr. 4 ähnlich), vom Typus in geschlossener Bebauung, mit Ladeneinbau | Reichenberger Straße 6 (Karte)                                     | Ende 19. Jahrhundert, vermutlich älterer Kern                                                                                            | Städtebaulich und baugeschichtlich von Bedeutung, klassizistisch wirkende Fassade, originale Ladenfront | 09270271 |
|                                         | Wohnhaus in geschlossener Bebauung, mit hofbildprägenden Hintergebäuden (zwei Seitenflügel in Verlängerung zur Reichenberger Straße 8, den Fleischbänken)                                                                                 | Reichenberger Straße 8 (Hauptanschrift:Böhmische Straße 7) (Karte) | 18. Jahrhundert | Baugeschichtlich, städtebaulich und ortsgeschichtlich von Bedeutung, ein früher Gründerzeitbau, im Hof die Fleischbänke unter einem Kolonnadengang (eines der letzten erhaltenen Beispiele ihrer Art) | 09270264 |
| Weitere Bilder                          | Fleischbänke (ein Grundstück mit Böhmische Straße 7), alle Bauwerke und die Pflasterung | Reichenberger Straße 8 (Karte)                                     | 1567 | Baugeschichtlich, städtebaulich und ortsgeschichtlich von Bedeutung, die Fleischbänke unter einem Kolonnadengang (eines der letzten erhaltenen Beispiele ihrer Art) | 09270269 |
|                                         | Wohnhaus in geschlossener Bebauung | Reichenberger Straße 9 (Karte)                                     | Ende 19. Jahrhundert | Städtebaulich und baugeschichtlich von Bedeutung, ein Gründerzeitgebäude | 09270072 |
|                                         | Wohnhaus in geschlossener Bebauung, mit Seitenflügel im Hof | Reichenberger Straße 11 (Karte)                                    | 19. Jahrhundert | Mit moderner Ladenzone | 09270255 |
|                                         | Wohnhaus (auf zwei Grundstücken), Eckhaus in geschlossener Bebauung, mit originaler Ladenfront; | Reichenberger Straße 12, 14 (Karte)                                | 1875/1890, im Kern älter | Städtebaulich und baugeschichtlich von Bedeutung, Gründerzeitgebäude, Eckbetonung (Giebel mit figürlicher Plastik) | 09270268 |
|                                         | Wohnhaus in geschlossener Bebauung | Reichenberger Straße 13 (Karte)                                    | 18. Jahrhundert | Städtebaulich und baugeschichtlich von Bedeutung, barockes Portal | 09270254 |
|                                         | Mietshaus, Eckhaus, ehemals in geschlossener Bebauung | Reichenberger Straße 16 (Karte)                                    | Um 1910 | Städtebaulich und baugeschichtlich von Bedeutung, im Reformstil der Zeit um 1910, straßenbildprägender Eckerker | 09270422 |
|                                         | Wohnhaus in geschlossener Bebauung, mit originaler Ladenfront | Reichenberger Straße 18 (Karte)                                    | Ende 19. Jahrhundert | Städtebaulich und baugeschichtlich von Bedeutung, prächtige Gründerzeitfassade | 09270421 |
| Direkt Bild zu diesem Denkmal hochladen | Wohnhaus in geschlossener Bebauung | Reichenberger Straße 19 (Karte)                                    | 1890–1898 | Städtebaulich und baugeschichtlich von Bedeutung, prächtiges Gründerzeitgebäude mit Klinkerfassade | 09270252 |
|                                         | Wohnhaus in geschlossener Bebauung, mit Seitenflügel im Hof | Reichenberger Straße 20 (Karte)                                    | 18. Jahrhundert | Städtebaulich und baugeschichtlich von Bedeutung | 09270420 |
|                                         | Wohnhaus, ehemals in geschlossener Bebauung, mit Seitenflügel im Hof | Reichenberger Straße 21 (Karte)                                    | 18. Jahrhundert | Städtebaulich und baugeschichtlich von Bedeutung, mit gründerzeitlicher Fassade | 09270071 |
|                                         | Wohnhaus in geschlossener Bebauung | Reichenberger Straße 22 (Karte)                                    | 18. Jahrhundert | Städtebaulich und baugeschichtlich von Bedeutung | 09270419 |
|                                         | Wohnhaus in geschlossener Bebauung | Reichenberger Straße 24 (Karte)                                    | 18. Jahrhundert | Städtebaulich und baugeschichtlich von Bedeutung, giebelständiges Gebäude mit Walmdach | 09270418 |
|                                         | Wohnhaus in geschlossener Bebauung | Reichenberger Straße 26 (Karte)                                    | 2. Hälfte 19. Jahrhundert | Städtebaulich und baugeschichtlich von Bedeutung, ein Gebäude der frühen Gründerzeit | 09270417 |
|                                         | Café Weber | Reichenberger Straße 27 (Karte)                                    | Vermutlich 18. Jahrhundert (Wohnhaus); 1920er Jahre (Café)                                                                               | Städtebaulich von Bedeutung | 09270445 |
|                                         | Wohnhaus mit Ladenzone in geschlossener Bebauung | Reichenberger Straße 28 (Karte)                                    | Anfang 20. Jahrhundert | Städtebaulich und baugeschichtlich von Bedeutung, Fassade im Reformstil um 1910 | 09270416 |
|                                         | Wohnhaus in geschlossener Bebauung | Reichenberger Straße 29 (Karte)                                    | 2. Hälfte 18. Jahrhundert | Städtebaulich und baugeschichtlich von Bedeutung, einfacher Barockbau mit schönem barockem Portal | 09270446 |
|                                         | Wohnhaus in geschlossener Bebauung | Reichenberger Straße 32 (Karte)                                    | Ende 19. Jahrhundert, im Kern älter | Städtebaulich und baugeschichtlich von Bedeutung, gründerzeitliche Fassade (älterer Kern 18. Jahrhundert) | 09271229 |
|                                         | Wohnhaus in geschlossener Bebauung, mit Seitenflügel im Hof und Hinterhaus | Reichenberger Straße 33 (Karte)                                    | Bezeichnet mit 1767 im Schlussstein | Städtebaulich und baugeschichtlich von Bedeutung, mit schönem barockem Portal | 09270447 |
|                                         | Wohnhaus in geschlossener Bebauung, mit originaler Ladenfront | Reichenberger Straße 34 (Karte)                                    | 2. Hälfte 19. Jahrhundert | Städtebaulich und baugeschichtlich von Bedeutung, stattlicher klassizistischer Bau | 09270414 |
|                                         | Zwei Wohnhäuser in geschlossener Bebauung | Reichenberger Straße 35, 37 (Karte)                                | Bezeichnet mit 1762, später überformt | Städtebaulich und baugeschichtlich von Bedeutung, Nr. 35 mit barockem Portal, klassizistisch-gründerzeitliche Fassade | 09270448 |
|                                         | Wohnhaus in geschlossener Bebauung, mit originaler Ladenfront | Reichenberger Straße 36 (Karte)                                    | 2. Hälfte 19. Jahrhundert | Städtebaulich und baugeschichtlich von Bedeutung, klassizistisches Gebäude | 09270413 |
|                                         | Wohnhaus in geschlossener Bebauung | Reichenberger Straße 38 (Karte)                                    | 1. Hälfte 19. Jahrhundert | Städtebaulich von Bedeutung | 09270411 |
|                                         | Wohnhaus in geschlossener Bebauung, mit originalem Laden | Reichenberger Straße 39 (Karte)                                    | 2. Hälfte 19. Jahrhundert, Kern älter | Städtebaulich und baugeschichtlich von Bedeutung, klassizistisch-gründerzeitliche Fassade | 09270449 |
|                                         | Wohnhaus in geschlossener Bebauung | Reichenberger Straße 41 (Karte)                                    | 2. Hälfte 18. Jahrhundert | Städtebaulich und baugeschichtlich von Bedeutung, mit schönem barockem Portal | 09270450 |
|                                         | Wohnhaus in geschlossener Bebauung, mit originaler Ladenfront | Reichenberger Straße 43 (Karte)                                    | Ende 19. Jahrhundert | Städtebaulich und baugeschichtlich von Bedeutung, ein Gründerzeitgebäude | 09270451 |
|                                         | Wohnhaus mit Ladenfront in geschlossener Bebauung | Reichenberger Straße 44 (Karte)                                    | Um 1870 | Städtebaulich und baugeschichtlich von Bedeutung, ein Gründerzeitgebäude mit Putzfassade und detailreicher, floraler Ornamentik | 09270409 |
| Weitere Bilder                          | Wohnhaus (zwei Hausteile) in geschlosser Bebauung | Reichenberger Straße 45 (Karte)                                    | 18. Jahrhundert | Städtebaulich und baugeschichtlich von Bedeutung, gründerzeitlich überformte Fassade | 09270452 |
|                                         | Mietshaus in geschlossener Bebauung, mit Ladeneinbauten | Reichenberger Straße 46 (Karte)                                    | Ende 19. Jahrhundert | Städtebaulich und baugeschichtlich von Bedeutung, ein Gründerzeitgebäude mit schöner Eingangstür und originaler Ladenfront | 09270408 |
|                                         | Wohnhaus in geschlossener Bebauung | Reichenberger Straße 47 (Karte)                                    | 18. Jahrhundert | Städtebaulich und baugeschichtlich von Bedeutung | 09270453 |
|                                         | Wohnhaus in geschlossener Bebauung | Reichenberger Straße 49 (Karte)                                    | 2. Hälfte 19. Jahrhundert, Kern älter | Städtebaulich und baugeschichtlich von Bedeutung, klassizistisches Gebäude | 09270454 |
|                                         | Mietshaus in geschlossener Bebauung | Reichenberger Straße 50 (Karte)                                    | Ende 19. Jahrhundert | Städtebaulich und baugeschichtlich von Bedeutung, ein Gründerzeitgebäude | 09270407 |
|                                         | Wohnhaus in geschlossener Bebauung, mit Seitenflügel zum Hof | Reichenberger Straße 51 (Karte)                                    | 2. Hälfte 19. Jahrhundert, Kern älter | Städtebaulich und baugeschichtlich von Bedeutung, klassizistisches Gebäude | 09270455 |
|                                         | Wohnhaus mit Ladeneinbau, in geschlossener Bebauung | Reichenberger Straße 54 (Karte)                                    | 18. Jahrhundert | Städtebaulich und baugeschichtlich von Bedeutung | 09270405 |
|                                         | Wohnhaus mit Ladeneinbau, Eckhaus in ehemals geschlossener Bebauung | Reichenberger Straße 56 (Karte)                                    | Bezeichnet mit 1905 | Baugeschichtlich und städtebaulich von Bedeutung, ein Gründerzeitgebäude im späthistoristischen Stil mit Eckerkern, Jugendstil-Bauplastik und originaler Ladenfront, ortsbildprägende Lage am Ring (Ottokarplatz) | 09270412 |
| Direkt Bild zu diesem Denkmal hochladen | Mietshaus, Eckhaus in geschlossener Bebauung | Reitbahnstraße 1 (Karte)                                           | Ende 19. Jahrhundert | Städtebaulich, künstlerisch und baugeschichtlich von Bedeutung, ein Gründerzeithaus mit prächtiger Fassade im Stil der italienischen Neorenaissance, ortsbildprägende Lage am Ring | 09270397 |
| Direkt Bild zu diesem Denkmal hochladen | Wohnhaus (ehemals zwei Häuser, Nr. 1a und 1b) in geschlossener Bebauung | Reitbahnstraße 1b (Karte)                                          | 18. Jahrhundert | Städtebaulich, sozialgeschichtlich und baugeschichtlich von Bedeutung, Dach mit Fledermausgauben, ortsbildprägende Lage am Ring | 09270398 |
| Direkt Bild zu diesem Denkmal hochladen | Wohnhaus mit Hinterhaus, in geschlossener Bebauung | Reitbahnstraße 3 (Karte)                                           | 1. Hälfte 18. Jahrhundert | Städtebaulich und baugeschichtlich von Bedeutung, schlichter Bau mit schönem barocken Portal und drei Dachhäuschen, ortsbildprägende Lage am Ring | 09270399 |
| Direkt Bild zu diesem Denkmal hochladen | Wohnhaus in geschlossener Bebauung | Reitbahnstraße 9 (Karte)                                           | 19. Jahrhundert | Städtebaulich und baugeschichtlich von Bedeutung, klassizistisch wirkende Fassade | 09270402 |
| Direkt Bild zu diesem Denkmal hochladen | Wohnhaus in halboffener Bebauung | Reitbahnstraße 11 (Karte)                                          | 16. Jahrhundert | Baugeschichtlich und städtebaulich von Bedeutung, giebelständiges Haus | 09270403 |
| Direkt Bild zu diesem Denkmal hochladen | Nebengebäude (Spritzenhaus) | Reitbahnstraße 13 (Karte)                                          | Um 1850 | Städtebaulich und wirtschaftsgeschichtlich von Bedeutung, giebelständiges Gebäude | 09270404 |
| Direkt Bild zu diesem Denkmal hochladen | Wohnhaus in (ehemals) geschlossener Bebauung | Rosenstraße 5 (Karte)                                              | Um 1800 | Baugeschichtlich und städtebaulich von Bedeutung, mit klassizistischem Portal | 08992408 |
| Direkt Bild zu diesem Denkmal hochladen | Mietshaus mit Ladeneinbau in geschlossener Bebauung | Rosenstraße 5b (Karte)                                             | Ende 19. Jahrhundert | Baugeschichtlich und städtebaulich von Bedeutung, ein Gründerzeitgebäude mit Klinkerfassade | 08992407 |
| Direkt Bild zu diesem Denkmal hochladen | Wohnhaus, Eckhaus (bauliche Einheit mit Lindenstraße 17) | Schmeidelgäßchen 1 (Karte)                                         | 18. Jahrhundert | Städtebaulich und baugeschichtlich von Bedeutung, einfacher Barockbau | 09270108 |
|                                         | Wohnhaus mit Einfriedung | Schmeidelgäßchen 2 (Karte)                                         | Ende 19. Jahrhundert, vermutlich älterer Kern                                                                                            | Städtebaulich und baugeschichtlich von Bedeutung, ein Gründerzeitbau | 09270111 |
|                                         | Wohnhaus (zwei Gebäudeteile) in geschlossener Bebauung, Eckhaus, mit kurzem Seitenflügel im Hof | Schulstraße 1, 1a (Karte)                                          | 18. Jahrhundert, später überformt (1930er Jahre)                                                                                         | Städtebaulich und baugeschichtlich von Bedeutung, schlichter Barockbau mit Portal, platzbildprägende Giebelseite und Anschlussbau zum Klosterplatz, mit originalen Fenstergittern | 09270350 |
|                                         | Wohnhaus, später Schule (bauliche Einheit mit Brüderstraße 10) in geschlossener Bebauung, mit Seitenflügel im Hof (Tiefbauschule) | Schulstraße 2 (Karte)                                              | 1840er Jahre | Städtebaulich, ortsgeschichtlich und baugeschichtlich von Bedeutung, stattliches Gebäude mit klassizistischer Fassade, wahrscheinlich als Wohnhaus errichtet, nach der Gründung der Tiefbauschule als Teil der Baugewerkenschule im Jahr 1891 ist diese hier installiert, ortsbildprägende Lage am Klosterplatz | 09270338 |
|                                         | Wohnhaus mit Ladeneinbau in geschlossener Bebauung | Schulstraße 3 (Karte)                                              | 18. Jahrhundert | Städtebaulich und baugeschichtlich von Bedeutung | 09270351 |
|                                         | Wohnhaus mit Ladeneinbau in geschlossener Bebauung | Schulstraße 4 (Karte)                                              | 2. Hälfte 19. Jahrhundert, vermutlich älterer Kern                                                                                       | Städtebaulich und baugeschichtlich von Bedeutung, klassizistisch wirkende Fassade, platzbildprägende Lage am Klosterplatz | 09270337 |
| Direkt Bild zu diesem Denkmal hochladen | Wohnhaus mit Ladeneinbau in geschlossener Bebauung | Schulstraße 5 (Karte)                                              | 2. Hälfte 19. Jahrhundert | Städtebaulich und baugeschichtlich von Bedeutung, klassizistisch-gründerzeitliche Fassade, Laden mit originaler Front | 09270352 |
|                                         | Wohnhaus in geschlossener Bebauung | Schulstraße 6 (Karte)                                              | 2. Hälfte 19. Jahrhundert | Städtebaulich und baugeschichtlich von Bedeutung, klassizistisches Gebäude, platzbildprägende Lage am Klosterplatz | 09270336 |
| Direkt Bild zu diesem Denkmal hochladen | Mietshaus, in geschlossener Bebauung konzipiert | Theodor-Körner-Allee 1 (Karte)                                     | 1875er Jahre | Baugeschichtlich und städtebaulich von Bedeutung, historisierend, ortsbildprägende Lage am Ring | 09270324 |
| Direkt Bild zu diesem Denkmal hochladen | Mietshaus mit Ladeneinbau, in geschlossener Bebauung konzipiert | Theodor-Körner-Allee 1b (Karte)                                    | Ende 19. Jahrhundert | Baugeschichtlich und städtebaulich von Bedeutung, ein historisierender Bau, ortsbildprägende Lage am Ring | 09270326 |
| Direkt Bild zu diesem Denkmal hochladen | Photographisches Atelier Hugo Walbrecker | Theodor-Körner-Allee 1c (Karte)                                    | 1900 | Ortsgeschichtlich von Bedeutung, Vorgängerbau 1872 als Photoatelier von Carl Robert Halm | 08992541 |
| Direkt Bild zu diesem Denkmal hochladen | Mietshaus (Doppelmietshaus mit Nr. 5) in Ecklage, mit Einfriedungsmauer zur Baderstraße | Theodor-Körner-Allee 3 (Karte)                                     | Ende 19. Jahrhundert | Baugeschichtlich und städtebaulich von Bedeutung, prächtiger historisierender Bau, reicher Fassadenschmuck, im Innern Deckenmalerei und Stuck, ortsbildprägende Lage am Ring | 09270207 |
| Direkt Bild zu diesem Denkmal hochladen | Mietshaus (Doppelmietshaus mit Nr. 3) in geschlossener Bebauung | Theodor-Körner-Allee 5 (Karte)                                     | Ende 19. Jahrhundert | Baugeschichtlich und städtebaulich von Bedeutung, prächtiges Gründerzeitgebäude, reicher Fassadenschmuck, Deckenmalerei im Eingangsbereich, ortsbildprägende Lage am Ring | 09270206 |
| Direkt Bild zu diesem Denkmal hochladen | Mietshaus (Doppelmietshaus mit Nr. 9) in geschlossener Bebauung | Theodor-Körner-Allee 7 (Karte)                                     | 1895/1898 | Baugeschichtlich und städtebaulich von Bedeutung, prächtiges Gründerzeitgebäude mit Klinkerfassade, ortsbildprägende Lage am Ring | 09270205 |
| Direkt Bild zu diesem Denkmal hochladen | Mietshaus (Doppelmietshaus mit Nr. 7), in geschlossener Bebauung konzipiert | Theodor-Körner-Allee 9 (Karte)                                     | 1895/1898 | Baugeschichtlich und städtebaulich von Bedeutung, prächtiges Gründerzeitgebäude mit Klinkerfassade, ortsbildprägende Lage am Ring | 09270204 |
| Direkt Bild zu diesem Denkmal hochladen | Mietshaus, in geschlossener Bebauung konzipiert | Theodor-Körner-Allee 11 (Karte)                                    | 1895/1898 | Baugeschichtlich und städtebaulich von Bedeutung, historisierend mit Klinkerfassade, Holzerker auf der Mittelachse, ortsbildprägende Lage am Ring | 09270203 |
| Direkt Bild zu diesem Denkmal hochladen | Mietshaus in halboffener Bebauung, Bruchsteinmauer im Hof | Theodor-Körner-Allee 13 (Karte)                                    | Bezeichnet mit 1878 | Baugeschichtlich und städtebaulich von Bedeutung, historisierend mit Putzfassade und straßenbildprägendem Balkon, ortsbildprägende Lage am Ring | 09270202 |
|                                         | Wohnhaus in halboffener Bebauung | Zeichenstraße 6 (Karte)                                            | 18. Jahrhundert | Städtebaulich und baugeschichtlich von Bedeutung, schönes barockes Portal | 09270025 |
|                                         | Wohnhaus in geschlossener Bebauung | Zeichenstraße 8 (Karte)                                            | 2. Hälfte 19. Jahrhundert | Städtebaulich und baugeschichtlich von Bedeutung, klassizistische Fassade | 09270024 |
|                                         | Wohnhaus in geschlossener Bebauung | Zeichenstraße 10 (Karte)                                           | 19. Jahrhundert | Städtebaulich und baugeschichtlich von Bedeutung, klassizistisch-gründerzeitliche Fassade | 09270022 |
|                                         | Wohnhaus in geschlossener Bebauung | Zeichenstraße 12 (Karte)                                           | 19. Jahrhundert | Städtebaulich und baugeschichtlich von Bedeutung | 09270021 |
|                                         | Wohnhaus in halboffener Bebauung | Zeichenstraße 14 (Karte)                                           | 19. Jahrhundert | Städtebaulich und baugeschichtlich von Bedeutung, klassizistische Fassade | 09270020 |
|                                         | Wohnhaus, ehemals in geschlossener Bebauung, mit Seitenflügel im Hof | Zeichenstraße 23 (Karte)                                           | Zwischen 18. und 19. Jahrhundert | Städtebaulich und baugeschichtlich von Bedeutung, gründerzeitlich-klassizistische Fassade | 09270302 |
|                                         | Wohnhaus, Eckhaus in halboffener Bebauung | Zeichenstraße 27 (Karte)                                           | 18. Jahrhundert | Städtebaulich und baugeschichtlich von Bedeutung, schlichter spätbarocker Bau | 09270300 |

## Ehemalige Denkmäler
| Bild                                    | Bezeichnung                                                           | Lage                            | Datierung                             | Beschreibung | ID       |
| --------------------------------------- | --------------------------------------------------------------------- | ------------------------------- | ------------------------------------- | --- | -------- |
| Direkt Bild zu diesem Denkmal hochladen | Wohnhaus in geschlossener Bebauung                                    | Lindenstraße 24 (Karte)         | 19. Jahrhundert                       | Städtebaulich und baugeschichtlich von Bedeutung, klassizistisch wirkender Gründerzeitbau mit Mittelportal. Zwischen 2014 und 2019 aus der Denkmalliste gestrichen. | 09270531 |
| Direkt Bild zu diesem Denkmal hochladen | Wohnhaus in geschlossener Bebauung                                    | Reichenberger Straße 53 (Karte) | 2. Hälfte 19. Jahrhundert, Kern älter | Städtebaulich und baugeschichtlich von Bedeutung, klassizistisches Gebäude. Abgerissen.                                                                             | 09270456 |
| Direkt Bild zu diesem Denkmal hochladen | Wohnhaus                                                              | Theodor-Körner-Allee 15 (Karte) | Um 1800                               | Baugeschichtlich, städtebaulich und sozialgeschichtlich von Bedeutung, ländlicher Bautyp, ortsbildprägende Lage am Ring. 2012 abgerissen.                           | 09270201 |
| Direkt Bild zu diesem Denkmal hochladen | Wohnhaus, ehemals in halboffener Bebauung, mit seitlicher Einfriedung | Zeichenstraße 2 (Karte)         | 19. Jahrhundert                       | Städtebaulich und baugeschichtlich von Bedeutung. 2012 abgerissen.                                                                                                  | 09270026 |

## Tabellenlegende
- Bild: Bild des Kulturdenkmals, ggf. zusätzlich mit einem Link zu weiteren Fotos des Kulturdenkmals im Medienarchiv Wikimedia Commons. Wenn man auf das Kamerasymbol klickt, können Fotos zu Kulturdenkmalen aus dieser Liste hochgeladen werden:
- Bezeichnung: Denkmalgeschützte Objekte und ggf. Bauwerksname des Kulturdenkmals
- Lage: Straßenname und Hausnummer oder Flurstücknummer des Kulturdenkmals. Die Grundsortierung der Liste erfolgt nach dieser Adresse. Der Link (Karte) führt zu verschiedenen Kartendiensten mit der Position des Kulturdenkmals. Fehlt dieser Link, wurden die Koordinaten noch nicht eingetragen. Sind diese bekannt, können sie über ein Tool mit einer Kartenansicht einfach nachgetragen werden. In dieser Kartenansicht sind Kulturdenkmale ohne Koordinaten mit einem roten bzw. orangen Marker dargestellt und können durch Verschieben auf die richtige Position in der Karte mit Koordinaten versehen werden. Kulturdenkmale ohne Bild sind an einem blauen bzw. roten Marker erkennbar.
- Datierung: Baubeginn, Fertigstellung, Datum der Erstnennung oder grobe zeitliche Einordnung entsprechend des Eintrags in der sächsischen Denkmaldatenbank
- Beschreibung: Kurzcharakteristik des Kulturdenkmals entsprechend des Eintrags in der sächsischen Denkmaldatenbank, ggf. ergänzt durch die dort nur selten veröffentlichten Erfassungstexte oder zusätzliche Informationen
- ID: Vom Landesamt für Denkmalpflege Sachsen vergebene, das Kulturdenkmal eindeutig identifizierende Objekt-Nummer. Der Link führt zum PDF-Denkmaldokument des Landesamtes für Denkmalpflege Sachsen. Bei ehemaligen Kulturdenkmalen können die Objektnummern unbekannt sein und deshalb fehlen bzw. die Links von aus der Datenbank entfernten Objektnummern ins Leere führen. Ein ggf. vorhandenes Icon  führt zu den Angaben des Kulturdenkmals bei Wikidata.